# Mesogobius batrachocephalus
Mesogobius batrachocephalus là một loài cá thuộc họ Gobiidae được tìm thấy ở biển Đen. Loài này phân bố tự nhiên ở ven biển các nước Bulgaria, Gruzia, România, và Ukraina.

## Hình ảnh

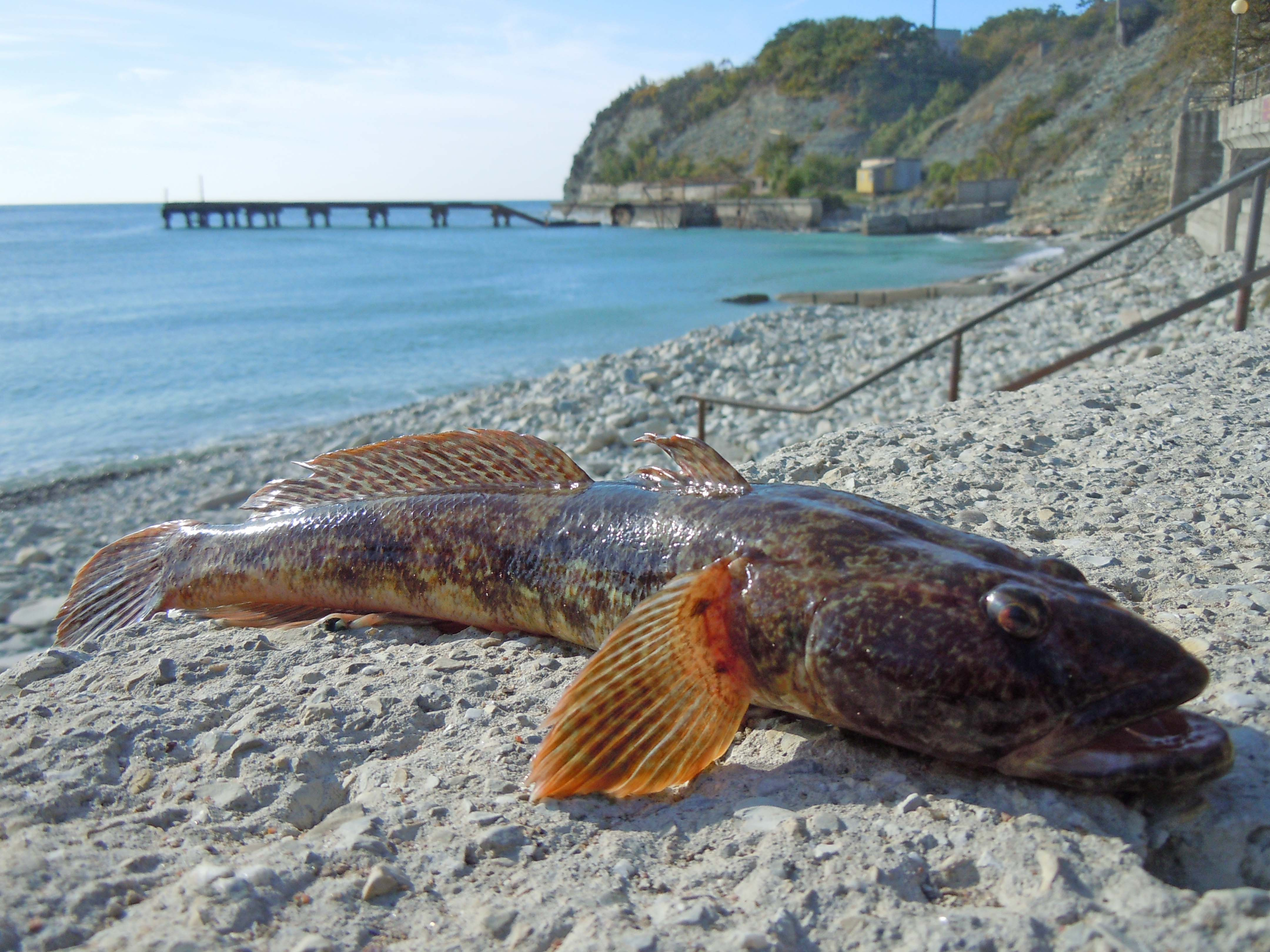
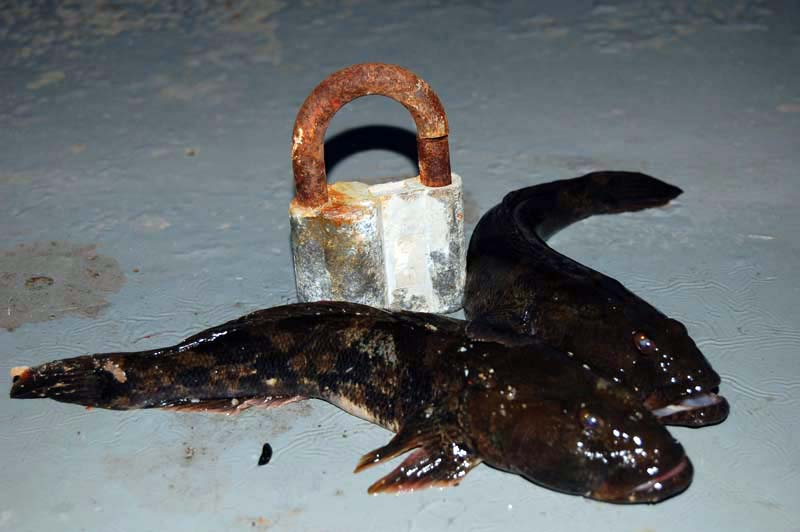
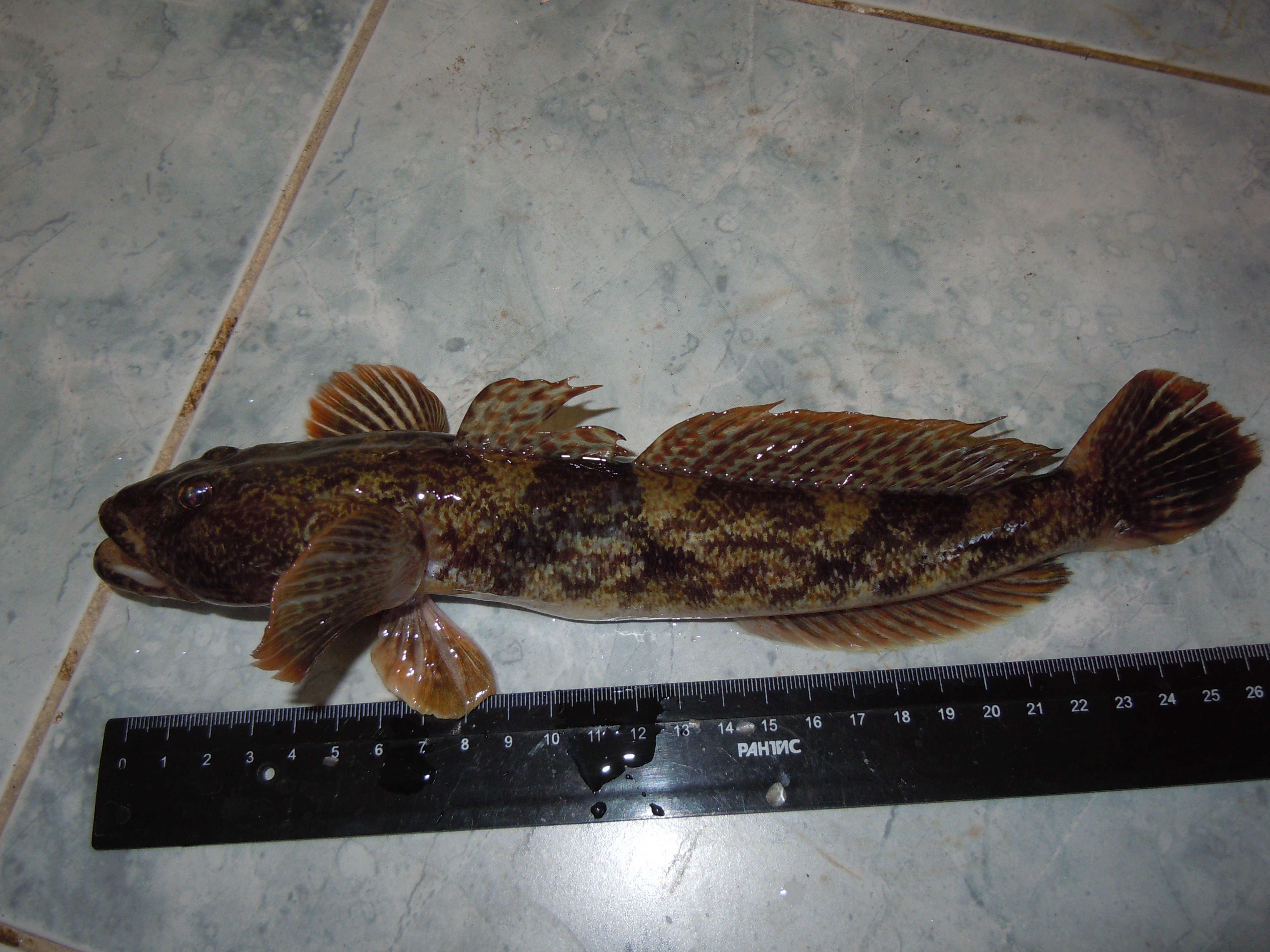